# Rivière à la Chasse (vattendrag i Kanada, lat 48,58, long -72,30)
Rivière à la Chasse är ett vattendrag i Kanada.   Det ligger i provinsen Québec, i den östra delen av landet, 400 km nordost om huvudstaden Ottawa.
Omgivningarna runt Rivière à la Chasse är en mosaik av jordbruksmark och naturlig växtlighet. Runt Rivière à la Chasse är det ganska tätbefolkat, med 108 invånare per kvadratkilometer.